# الأنواع الذروية
الأنواع الذروية تسمى أيضًا الأنواع الذابلة المتأخرة أو المتأخرة-المتتالية أو المختارة-K أو المتوازنة، وهي أنواع نباتات سوف تظل دون تغيير أساسي من حيث تكوين الأنواع طالما لا يزال الموقع ثابتًا. وهذه الأنواع أكثر أنواع الشجر [متفاوت الظل لتأسيس عملية تتابع الغابات. ويمكن لـشتلات الأنواع الذروية أن تنمو في ظل الأشجار الأم التي تضمن سيطرتها إلى أجل غير مسمى. الاضطراب مثل الحرائق قد يقتل الأنواع الذروية مما يسمح للأنواع المزدهرة أو الأنواع المتتالية في وقت مبكر أن تعيد بناء نفسها لفترة زمنية. فهي على عكس الأنواع الرائدة وتعرف أيضًا باسم مقالب القمامة أو الأنواع قصيرة الأجل أو الانتهازية أو الأنواع المختارة -R بمعنى أن تلك الأجناس منافسة جيدة لكنها مستعمرة ضعيفة بينما الأنواع الرائدة مستعمرة جيدة لكنها منافسة ضعيفة. سيطرت الأنواع الرائدة على مجتمع الذروية، عندما بدأت فترة التعاقب تبطئ نتيجة التوازن البيئي الذي يميز الحد الأقصى لـالتنوع البيئي المسموح به والظروف البيئية السائدة. ويمكن أن تعتبر استراتيجياتها التكاثرية والخصائص التكيفية الأخرى أكثر تعقيدًا من تلك الأنواع الانتهازية. ومن خلال المردود السلبي كيفت أنفسها على ظروف بيئية محددة. والأنواع الذروية مُسيطر عليها بشكل تام من خلال الطاقة التحملية وتتبع استراتيجيات - K حيث تنتج الأنواع أعداد أقل من الذرية المحتملة لكن تستثمر بشكل أكثر قوة في تأمين النجاح الإنجابي لكل منها للظروف البيئية الدقيقة لـالنمط الحياتي المحدد الخاص بها. ربما تكون الأنواع الذروية متكرر الإنجاب ووتتميز بـ[استهلاك الطاقة على نحو فعال وتدوير المغذيات.

## مصطلح متنازع عليه
انتُقدت مؤخرًا فكرة الأنواع الذروية في المراجع البيئية. ويعتمد أي تقييم لحالات التتابع على افتراضات بشأن نظام الحريق الطبيعي. لكن لا تزال فكرة الأنواع المسيطرة مستخدمة على نطاق واسع في برامج زراعة الغابات ومراجع إدارة كاليفورنيا للغابات.

## أمثلة
شجرة التنوب المخضر (شجرة التنوب المخضر) هي مثال للأنواع الذروية في الغابات الشمالية في شمال أمريكا.
أمثلة أخرى:
- الشوكران
- التنوب الفضي الهادئ
- التنوب الأبيض
- الكريبي الأصفر
- عشبة جراما الزرقاء
- دوغلاس التنوب
- الخشب الأحمر الساحلي
- الزان الأوروبي